# Aplique

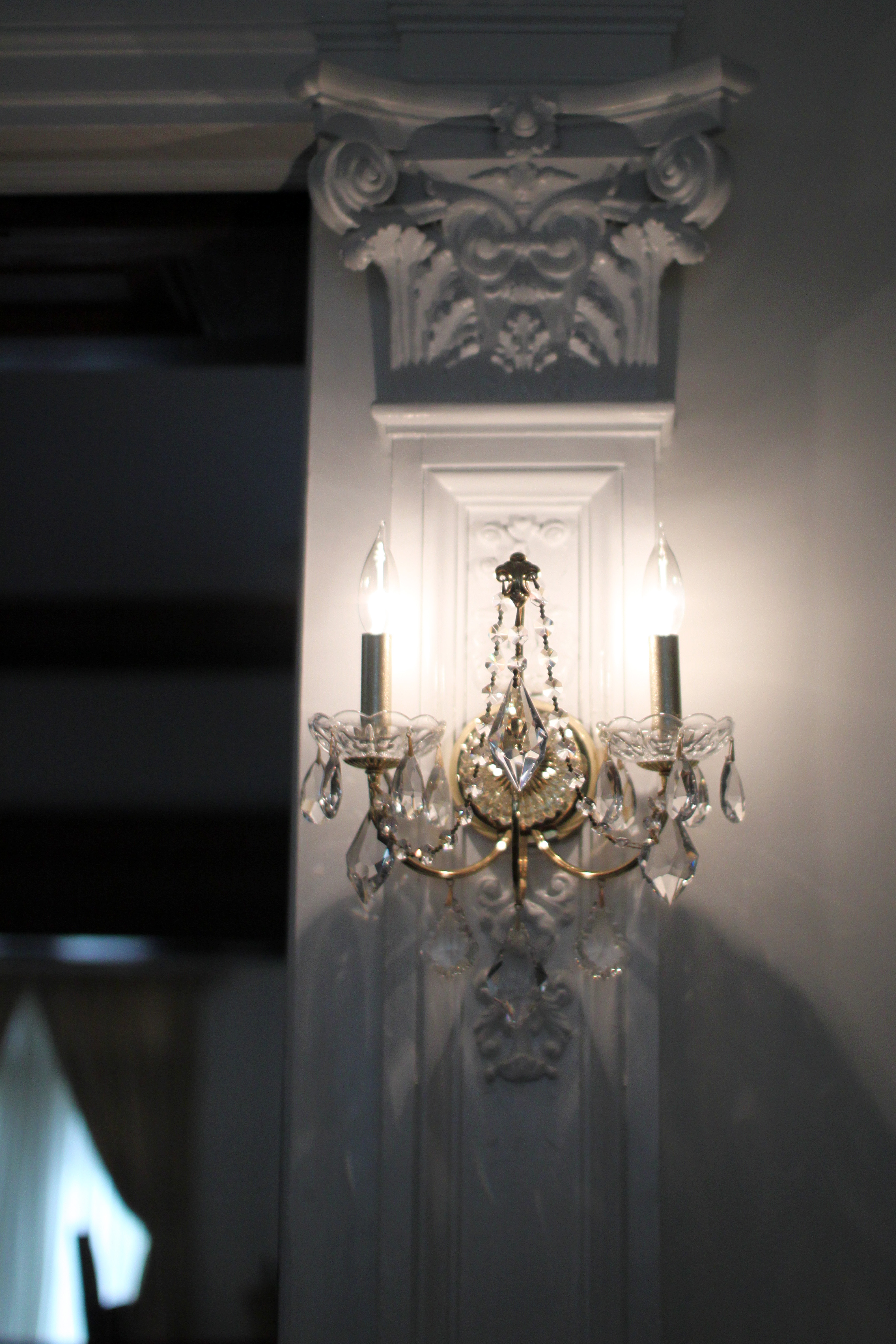
Un aplique en una pilastra.

Un aplique (también conocido como lámpara de pared) es un tipo de lámpara que se fija a una pared. Por lo general, pero no siempre, la luz se dirige hacia arriba y hacia afuera, en lugar de hacia abajo. El aplique es una forma de accesorio muy antigua, históricamente utilizada con velas y lámparas de aceite. 
Pueden proporcionar iluminación general a la habitación y son comunes en pasillos y pasillos, pero pueden ser principalmente decorativos. Un aplique puede ser una antorcha tradicional, vela o luz de gas, o una fuente de luz eléctrica moderna colocada de la misma manera.

## Uso
Los apliques se pueden colocar tanto en las paredes interiores como exteriores de los edificios. En el uso premoderno, estos generalmente tenían velas y antorchas, respectivamente.
Los apliques eléctricos modernos se utilizan a menudo en pasillos o pasillos para proporcionar iluminación y un punto de interés en un pasillo largo. La altura del aplique en un pasillo es generalmente 3/4 de la distancia de la pared medida desde el piso hasta el techo, y la distancia entre los apliques en la pared es generalmente igual a la distancia de los apliques al piso, a menudo alternando lados del pasillo.
Los apliques se instalan típicamente en pares u otras unidades múltiples para proporcionar equilibrio. Se pueden usar para enmarcar puertas o revestir un pasillo. Los apliques de brazo oscilante a menudo se colocan al lado de una cama para proporcionar iluminación de trabajo para la lectura.